# Koi ponty
A koi ponty, japánul nisikigoi 錦鯉, szó szerint „brokátponty”, rövidebben koi-hal a ponty (Cyprinus carpio) egy háziasított alfaja. A japánban a koi vagy összetételekben a goi pontyot jelent. Mivel a koi azonos alakú egy szeretetet, vonzódást kifejező szóval, a koi ponty a szeretet és a barátság jelképe Japánban. Díszhalként tavakban vagy vízkertekben tartják.
A koinak számos változata létezik, amelyek eltérnek színezetükben, méretükben és mintázatukban. A leggyakoribb színek a fehér, a fekete, a piros, a kék, a sárga és a krém.
A koi egyes fajtáinak pikkelyzete az európai tükörpontyéra hasonlít. Ezeket dojcsunak, vagy pontosabban dojtsugoinak (német ponty) nevezik. A legnépszerűbb típus a Gosanke, ahova a Kohaku, Taisho Sanshoku, és a Showa Sanshoku fajták tartoznak.

## Eredete
A pontyfélék egy fajgazdag csoport, amelynek tagjai eredetileg Közép-Európában és Ázsiában terjedtek el. A különböző fajokat elsőként Kelet-Ázsiában háziasították étkezési célra. Mivel a ponty sokféle környezetben megél és alkalmazkodik, ezért sok helyre betelepítették, köztük Japánba is. Az itt megjelent színváltozatok más populációkban is felbukkanhatnak. Először Kínában tenyésztettek pontyfélék közé tartozó halakat több, mint ezer évvel ezelőtt, ahol is végül kitenyésztették az ezüstkárászból az aranyhalat.
A közönséges pontyot étkezési célra tenyésztették már az időszámításunk előtti ötödik századtól. A Római Birodalomban a kereszténységgel együtt terjedt el. Japánban az 1820-as évektől tenyésztették a ponty színváltozatait, kezdetben a Niigata prefektúrához tartozó Ojiyában, Honshu északkeleti partjainál. 1870-től a japán nemesek státusszimbólumként tartották. A 20. századra már sok színváltozat alakult ki, amelyek közül a Kohaku volt a legnépszerűbb. A külvilág csak az 1914-es tokiói kiállításon figyelt fel a koira, amikor is bemutatták a Niigata koit. Az érdeklődés robbanásszerűen megnőtt, és hamarosan világszerte elterjedt. Ma már a legtöbb állatkereskedésben megvásárolhatók, sőt léteznek koi szakboltok is.
A különféle populációk közötti keveredés miatt a ponty zoogeográfiája nehezen követhető. A tudomány jelenlegi állása szerint legalább két alfaja létezik, a nyugat-eurázsiai (Cyprinus carpio carpio) és a kelet-ázsiai (Cyprinus carpio haematopterus). A mitokondriális DNS tanúsága szerint a koi a kelet-ázsiai alfajon alapul. Egy újabb kutatás azonban mindkét alfaj mitokondriális DNS-ét megtalálta a koiok között. Ez jelentheti azt, hogy a koiok eredetileg is kevert típusúak voltak, de azt is, hogy az eredetileg kelet-ázsiai koiok nyugati rokonaikkal keveredtek. A butterfly koi egy ilyen keveredés eredménye.
Az alábbi főbb típusok közül tenyésztették ki a többit, kivéve az ogon változatot (egyszínű, fémfényű), ami viszonylag új. Kitenyésztését mérföldkőnek tekintik a koitenyésztésben, és ma az egyik hagyományos típusként hivatkoznak rá. Habár kitenyésztője nem ismert, a taisho sanshoku nevű, háromszínű, ismertebb nevén sanke koit először a Meidzsi-korban látták, és 1915-ben állították ki először, amikor a koi 15 év körüli volt.

## Változatai

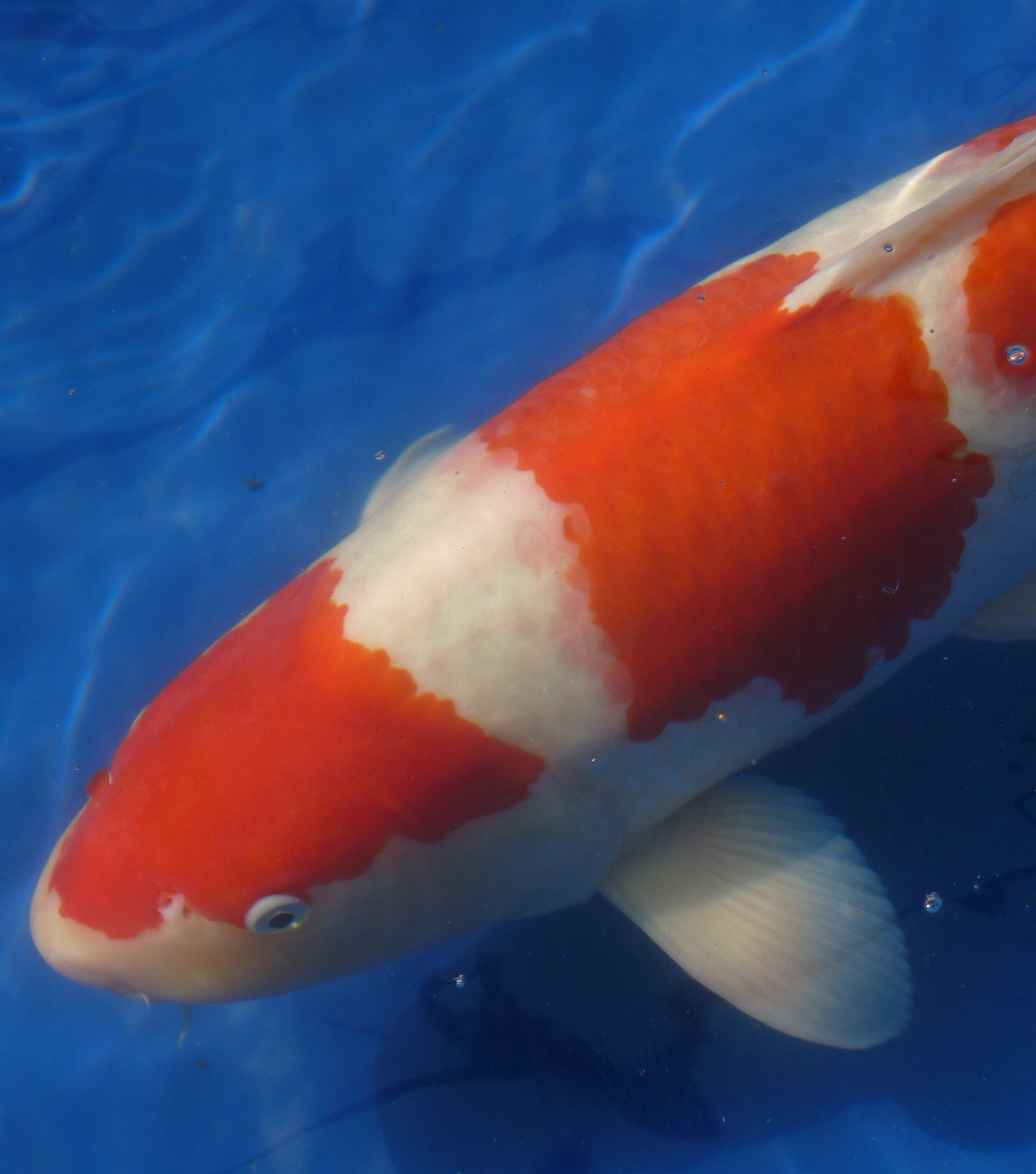
Kohaku

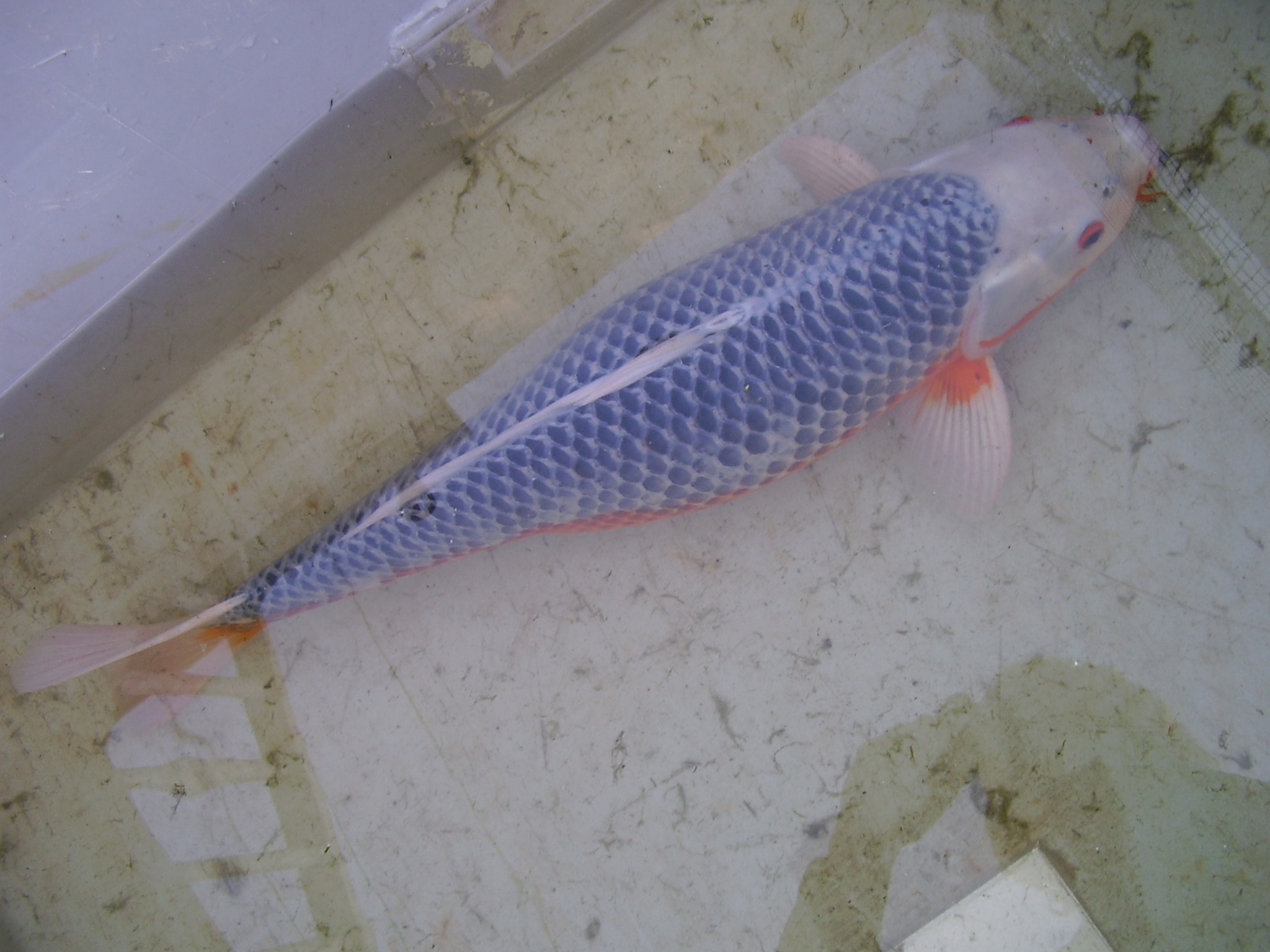
Asagi

A koi változatai különböznek színezetben, testfelépítésben, és pikkelyzetükben. Vannak változatai, amelyek akár több, mint 10 ezer eurót érnek. A leggyakoribb színek a fekete, a fehér, a piros, a kék, a sárga és a krém.
A koinak 22 fő és több, mint 100 altípusa létezik, amelyek folyamatosan bővülnek. A legismertebb változatok:
1. Kohaku
2. Taisho Sanke
3. Showa Sanke
4. Tanchō
5. Chagoi
6. Asagi
7. Utsurimono
8. Bekko
9. Goshiki
10. Shūsui
11. Kinginrin
12. Kawarimono
13. Ōgon
14. Kumonryū
15. Ochiba
16. Koromo
17. Hikari-moyomono
18. Kikokuryū
19. Kin-Kikokuryū
20. Ghost koi
21. Butterfly koi
22. Doitsu-goi

Kedvelt a Butterfly Koi változat, aminek hosszúak az úszói, amivel lepkeszárnyakra emlékeztet. Az ázsiai ponttyal való keresztezésből tenyésztették ki az 1980-as években. Szintén ekkoriban tenyésztették ki az Ōgon koi vad pontyokkal való visszakeresztezésével a Ghost koit, ami Nagy-Britanniában népszerűvé vált. Egyesek a keveredés miatt nem tekintik őket igazi koinak.

## Megkülönböztetése az aranyhaltól

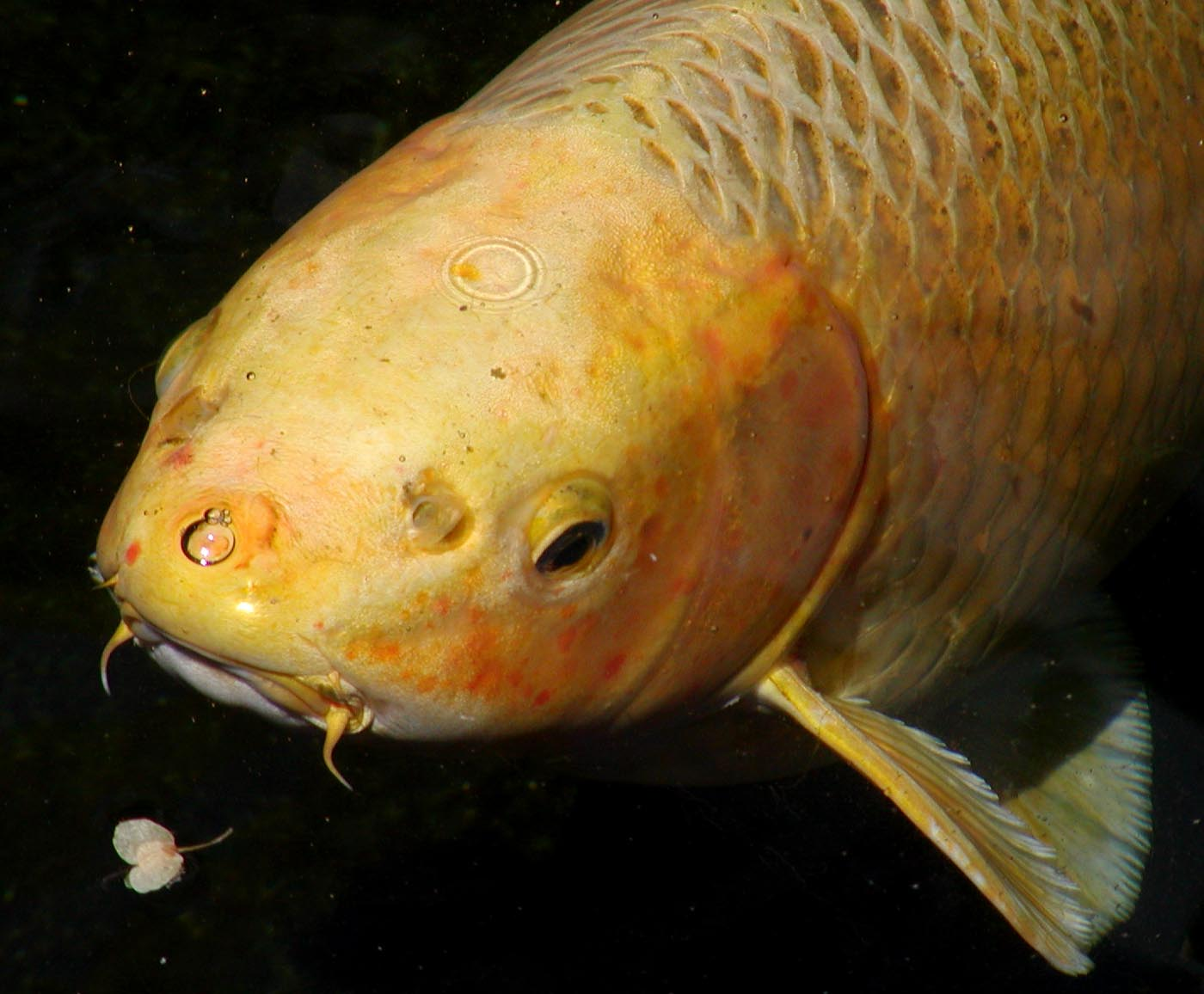
A koi kifejezett bajusza, ami aranyhalakon nem látható

Az aranyhalat Kínában az ezüstkárász színmutációiból tenyésztették ki. A Szung-dinasztia idejére (960 – 1279) már léteztek sárga, narancssárga, fehér és piros-fehér színváltozatok. Az aranyhalak a 16. században kerültek Japánba és a 17. században Európába. A koit az 1820-as években kezdték el tenyészteni Japánban a közönséges ponty (Cyprinus carpio) színmutációiból. Nem váltak külön fajjá, és ha szabadon szaporodhatnak, akkor néhány nemzedék alatt elvesztik színüket.
Általában az aranyhalak kisebbek a koinál, és változatosabb a formájuk és az úszóik. A koi változatok esetén a test formája nem különbözik ennyire, de változatosabb a színezetük és a mintázatuk. Kifejezett bajusz látható rajtuk, ami nem található meg aranyhalakon. Az aranyhal egyes fajtáinak hasonló az alakja és a színezete, mint egyes koi változatoknak, és nehezen különböztethetők meg a fiatal, még növésben levő koioktól. Mivel a koi és az aranyhal más fajból lett kitenyésztve, ezért ha tudnak is szaporodni, a hibridek meddők lesznek.

## Életmódja

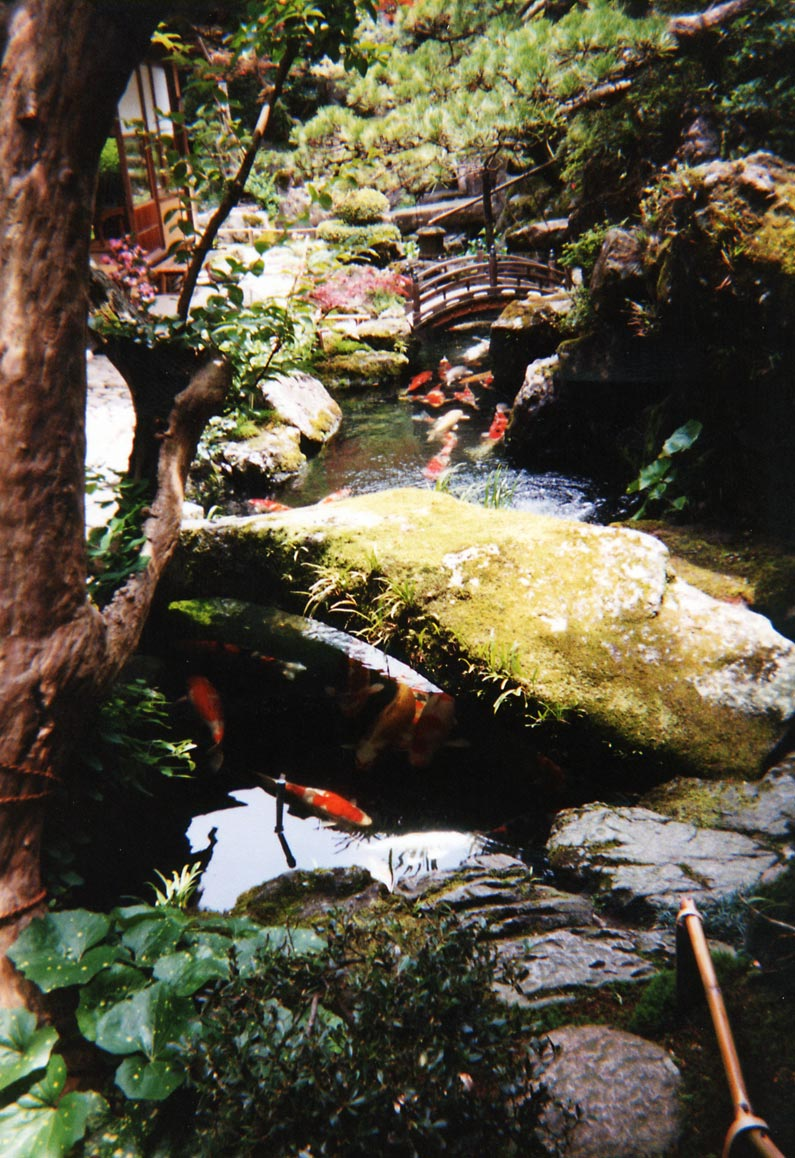
Hagyományos japán kert koi ponttyal

A koi pontyok megnőhetnek egy méter hosszúra, és öt kilogrammra, és megérhetnek akár 60 évet is. Egyszerre 400 000 – 500 000 ikrát raknak, amelyekből négy nap múlva kelnek ki az ivadékok. A koi pontyok mindenevők, növényeket, rovarokat és férgeket esznek, de nem vetik meg a borsót, a fejes salátát és a dinnyét sem. Ha a víz hőmérséklete 10 °C alá hűl, akkor a koiok anyagcseréje lelassul, és elvermelik magukat a tó fenekén.
A közönséges ponty tág tűrésű hal, és ezt a tulajdonságát a koi is örökölte. Hideg vízi halak, de jól érzik magukat a 15-25 °C-os vízben, és rosszul tűrik a hosszú téli hideget; immunrendszerük 10 °C alatt kikapcsol. A koi tavak mélysége melegebb vidékeken 1 méter, keményebb telű területeken legalább 1,5 méter. A kiállítási minőségű koiok nevelésére speciális szerkezetű tavakat alakítanak ki.
A koiok színei nagy hátrányt jelentenek a ragadozókkal szemben; a fehér bőrű Kohaku feltűnő látvány a tó fenekének zöldjében. A gémek, a jégmadarak, a vidrák, a mosómedvék, a macskák, a rókák, a borzok és a sünök mindegyike képes kiüríteni a tavat. Egy jól tervezett tóban vannak olyan területek, amelyek túl mélyek a gázlómadaraknak; nem lógnak fölé ágak vagy sziklák, ahonnan az emlősök könnyen elérhetik a halakat, és a tó mellett álló fák árnyékolják a tavat, így felülről nehezebb lelátni a tóra. Szükség lehet arra, hogy a tavat hálóval vagy zsinegekkel fedjék. A víz tisztán tartásáról pumpák és szűrők gondoskodnak.
A koiok számára készített eleségeket úgy készítik, hogy ne csak táplálók legyenek, hanem lebegjenek is, ezzel a felszín közelébe csalogassák a halakat. Evés közben lehet rajtuk élősködőket vagy fekélyeket keresni. A koiok megtanulják, hogy kitől kapnak enni, és várják tőle az eleséget a megszokott időben. Akár kézből is etethetők. A téli nyugalmi időszakban nagyon keveset esznek, és elég nekik az az alga, amit a tó fenekén találnak; a víz oxigéntartalmára azonban ekkor is ügyelni kell. Ilyenkor tilos etetni őket, mert megbetegednek tőle.
Egy élénkvörös koi, Hanako több gazdánál is élt. Legutóbbi gazdája Dr. Komei Koshihara volt. 1974-ben megvizsgálták, és a növekedési gyűrűk tanúsága szerint 228 éves volt, vagyis nem a tenyésztett koiok közé tartozott, hanem egy színmutáns ponty. A hivatalosan elfogadott leghosszabb élettartam valamivel több, mint 50 év.

## Tartása

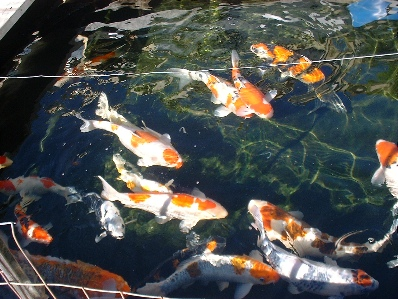
Koiok szabad téri tóban

A koit lehetőleg csíramentes berendezésekben tenyésztik. A minél gyorsabb növekedés érdekében Japánban természetes tavakba telepítik. Mivel a koi társas hal, ezért mindig többet kell együtt tartani. A raj mérete a tó méretétől függ; egy halra legalább 1 – 3 m³-t kell számítani. A tavat nem szabad tűző napnak kitenni, de ne legyen teljesen leárnyékolva sem. A vízben rendszeresen mérni kell a pH-t, az oxigén-, a nitrit-, a nitrát-, az ammónium- és az ammóniáktartalmat. A téli nyugalom érdekében a víz legalább 1,3 m mély legyen. Az elvermelt halakat nem szabad zavarni vagy áttelepíteni. A koiok maguktól is táplálkoznak, ezért az ember által adott táplálék kiegészítő jellegű kell, hogy legyen, és tartalmazzon sok fehérjét, szénhidrátot és zsírt.
A koiok ritkán betegek. Megfelelő gondozással ellenállnak sok olyan parazitának, amelyek az érzékenyebb trópusi halakon élőskődnek, mint a Trichodina, Epistylis, Ich, és más csillósok. A koiok egészségére a legnagyobb fenyegetést a koi herpeszvírus (KHV) és a Rhabdovirus carpio jelenti, ami a tavaszi virémiát (SVC) okozza. Más betegségtől nem kell tartani. A halpusztulás és a betegség terjedése csak különféle védőintézkedésekkel kerülhető el, mint elkülönítés, gyors felderítés, a víz és a felszerelés fertőtlenítése. 2002-ben az észak-karolinai Kernersville-ben egy díszkoifarmot teljesen ki kellett üríteni és karantént elrendelni a tavaszi virémia miatt. Ezután egy ideig a környező államok koitartói felhagytak az importtal.
Íváskor a koi nőstények sok ikrát raknak, amelyeket egy vagy több hím termékenyít meg. Az utódok felnevelése nem egyszerű, szakértőt igényel. Habár a tenyésztők gondosan választják ki a szülőket, az utódok nagyon változatos színt és minőséget mutatnak.
Egy ívás nagyon sok ivadékot eredményez. Az aranyhaltól eltérően azonban még a bajnok koiok utódainak nagy többsége is minőségen aluli, vagy örökletes betegségben szenved. Az utódokat több fejlődési fokozaton válogatják, A selejtet feletetik, vagy a már egyévesen leválogatott halakat tó minőségű koiként adják el.
A koiok szaporodása félvéletlen eredményének megvannak a maga előnyei és hátrányai. Sokszor nem kapja meg a kívánt eredményt, de lehetővé teszi új változatok kitenyésztését néhány nemzedék alatt.

## A vadonban
A koiok figyelmetlenségből vagy véletlenül elszabadultak az összes kontinens vizeiben, kivéve az Antarktiszt. Néhány nemzedék alatt elvesztik színeiket, és felveszik a közönséges ponty rejtőszíneit. Sok helyen özönfajnak és kártevőnek tekintik őket. Táplálkozási módjukkal felkavarják a vizet, ami így alkalmatlanná válhat az úszásra és az ivásra. Elcsúfítja a vízi utakat, és csökkenti vízinövények sokféleségét. Egyes országban az okozott károk miatt sok pénzt fektettek be kiirtásukba, jórészt sikertelenül.

## Film
- Juwelen im Karpfenteich. Die Welt der japanischen Koi. Dokumentumfilm 2011-ből.[17]